# ژلیکوم
ژلیکوم (به هلندی: Gellicum) یک منطقهٔ مسکونی در هلند است که در خلدرمالسن واقع شده‌است. ژلیکوم ۳۰۰ نفر جمعیت دارد.